# Cajanus aromaticus
Cajanus aromaticus är en ärtväxtart som beskrevs av Laurentius Josephus Gerardus Jos van der Maesen. Cajanus aromaticus ingår i släktet Cajanus och familjen ärtväxter. Inga underarter finns listade i Catalogue of Life.